# Blau-Gelb Hosena
Der SV Blau-Gelb Hosena 1899 e.V. ist ein eingetragener deutscher Sportverein aus dem Senftenberger Ortsteil Hosena im Landkreis Oberspreewald-Lausitz. Die Fußballabteilung steht in der Tradition von Ostglas Hosena sowie Chemie Hosena.

## Verein (Fußball)
Blau-Gelb Hosena entstand im Jahr 1897 als Turnverein. Der Arbeiterverein spielte in den Meisterschaften des Märkischen Fußballbundes sowie der ATSB-Bundesmeisterschaft stets unterklassig und wurde mit der Machtergreifung der Nationalsozialisten im Jahr 1933 aufgelöst.
1945 wurde der Club unter der Bezeichnung SG Hosena als lose Sportgruppe neu gegründet. Bis 1986 fungierte die Betriebssportgemeinschaft unter den Bezeichnungen Ostglas Hosena, Chemie Hosena sowie ISG Hosena.
Auf sportlicher Ebene nahm die SG Hosena in der Spielzeit 1948/49 einmalig an der Meisterschaft der Landesliga Sachsen (SBZ) teil, spielte im ostsächsischen bzw. südbrandenburgischen Bereich jedoch keine Rolle. Der Sprung in die drittklassige Bezirksliga Cottbus gelang Chemie Hosena zwischen 1959 und 1962 kurzzeitig, blieb aber hinter den Lokalrivalen Chemie Schwarzheide und SC Aktivist Brieske-Senftenberg im Ligabereich deutlich zurück.
Im Anschluss versank Hosena in der Bedeutungslosigkeit des Cottbuser Lokalfußballs. Nach der Wende fungierte der Club als Germania Hosena. Seit 1995 tritt der Verein als Blau-Gelb Hosena in Erscheinung. 2016 stieg man aus der 1. Kreisklasse Süd im Fußballkreis Südbrandenburg in die Kreisliga auf.

## Statistik
- Teilnahme Landesliga Sachsen (SBZ): 1948/49
- Bezirksliga Cottbus: 1959 bis 1961/62